# Catedral de San Juan Bautista (Belley)
La catedral [de] San Juan Bautista de Belley o simplemente catedral de Belley (en francés: Cathédrale Saint-Jean-Baptist) es una catedral católica ubicada en Belley, Ain, en la diócesis de Belley-Ars en Francia. A pesar de este estatus, el obispo de la diócesis, que cubre el departamento de Ain, vive en Bourg-en-Bresse desde 1978. La iglesia de Notre-Dame-de-Bourg también fue erigida como concatedral en 1992. Finalmente, fue en 1988 que el nombre de Ars se añadió al nombre de la diócesis. La Catedral de San Juan Bautista es un bello ejemplo de edificio religioso de estilo neogótico del siglo XIX.
La existencia del obispado está atestiguada desde el siglo V. La primera mención de una catedral se remonta al 5 de abril de 722: el edificio albergaba una reliquia de san Juan Bautista, que consistía en una parte de la mano derecha. En el siglo XII se construyó una iglesia románica cuya nave permanecerá hasta el siglo XIX. Las capillas del ábside fueron reconstruidas en un estilo gótico y se terminaron en 1520. La catedral sufrió mucho durante la Revolución Francesa: pierde sus reliquias, sus dos torres son destruidas. El terremoto de 1822 debilita un pequeño edificio.
Fue devuelta a los católicos y reconstruida entre 1835 y 1853.